# Coeburn
Coeburn es una localidad del Condado de Wise, Virginia, Estados Unidos. Según el censo de 2000 tenía una población de 1996 habitantes y una densidad de población de 375.9 hab/km².

## Demografía
Según el censo de 2000, había 1996 personas, 810 hogares y 575 familias residiendo en la localidad. La densidad de población era de 375,9 hab./km². Había 923 viviendas con una densidad media de 173,8 viviendas/km². El 95,29% de los habitantes eran blancos, el 2,81% afroamericanos, el 0,20% amerindios, el 0,10% asiáticos, el 0,05% isleños del Pacífico, el 0,05% de otras razas y el 1,50% pertenecía a dos o más razas. El 0,60% de la población eran hispanos o latinos de cualquier raza.
Según el censo, de los 810 hogares en el 29,6% había menores de 18 años, el 50,2% pertenecía a parejas casadas, el 16,3% tenía a una mujer como cabeza de familia y el 28,9% no eran familias. El 26,0% de los hogares estaba compuesto por un único individuo y el 11,6% pertenecía a alguien mayor de 65 años viviendo solo. El tamaño promedio de los hogares era de 2,44 personas y el de las familias de 2,92.
La población estaba distribuida en un 22,5% de habitantes menores de 18 años, un 9,4% entre 18 y 24 años, un 28,6% de 25 a 44, un 23,9% de 45 a 64 y un 15,6% de 65 años o mayores. La media de edad era 39 años. Por cada 100 mujeres había 93,4 hombres. Por cada 100 mujeres de 18 años o más, había 90,5 hombres.
Los ingresos medios por hogar en la localidad eran de 25.025 dólares ($) y los ingresos medios por familia eran 28.929 $. Los hombres tenían unos ingresos medios de 30.682 $ frente a los 17.202 $ para las mujeres. La renta per cápita para la ciudad era de 12.802 $. El 20,5% de la población y el 17,0% de las familias estaban por debajo del umbral de pobreza. El 29,9% de los menores de 18 años y el 7,8% de los habitantes de 65 años o más vivían por debajo del umbral de pobreza.

## Geografía
Según la Oficina del Censo de los Estados Unidos, la localidad tiene un área total de 5,3 km², todos ellos correspondientes a tierra firme.